# Polverigi
Polverigi és un comune (municipi) de la província d'Ancona, a la regió italiana de les Marques, situat a uns 15 quilòmetres al sud-oest d'Ancona. A 1 de gener de 2019 la seva població era de 4.552 habitants.
Polverigi limita amb els següents municipis: Agugliano, Ancona, Jesi, Offagna, Osimo i Santa Maria Nuova.